# Hjärta EP
Hjärta EP är en EP och en singel av det svenska bandet Kent, utgiven digitalt den 22 december 2009 och på CD den 11 januari 2010.
Titelspåret Hjärta återfinns på Kents åttonde studioalbum, Röd. Låten nådde plats 30 på den svenska singellistan.

## Video
kent gjorde en musikvideo till låten i samarbete med TV3:s Efterlyst där man på slutet av videon visade information om ett antal, sedan en längre tid saknade personer. Videon föreställer ett antal nakna personer som ligger utomhus i kyla, sammanbunda av ett rött band.
Videon är inspelad i Kungshamra i Stockholm, och är regisserad av Robinovich. Den hade premiär på TV3 den 21 december kl. 21:55.

## Låtlista
1. Hjärta - 5:30
2. Hjärta (Alf Tumble Remix Radio Edit) - 4:14
3. Hjärta (Alf Tumble Remix) - 6:34
4. Hjärta (Housewives Remix) - 6:30

### Fotnoter
1. ↑  Swedishcharts: Listplacering på den svenska singellistan. Läst 14 juni 2010